# Guardians of Ga'Hoole: The War of the Ember
 Guardians of Ga'Hoole: The War of the Ember  è un romanzo fantasy per ragazzi del 2008 di Kathryn Lasky. È il quindicesimo libro della collana de I guardiani di Ga'Hoole, oltre che l'ultimo capitolo della storia principale, ed è il seguito de Guardians of Ga'Hoole: Exile. In Italia è ancora inedito.

## Trama
Dumpy, un pulcinella di mare amico della Banda, si nasconde in una grotta di ghiaccio, origliando due gufi, la Striga e Nyra, che parlano di creare hagdemon, con suo grande orrore. Dopo che se ne sono andati, Dumpy esce dalla grotta e vede suo fratello pescare per la sua famiglia. Suo fratello, Chubster, abbandona prontamente il suo compito di pesca per chiedere dove stia andando Dumpy dopo averlo menzionato. Essendo troppo stupido per capire, lascia Dumpy ai suoi piani.
Nel frattempo, il Grande Albero di Ga'Hoole celebra la Festa del Raccolto di cainca, dove Blythe canta con la gilda dell’arpa. Si dice ormai che Coryn abbia fondato lo Stormo del Danyar, grazie al successo dei gufi verdi nello scacciare la Striga e le sue truppe dal Grande Albero un anno prima.
In seguito, Dumpy si dirige a nord anziché a sud e, mentre vola, vede due orsi polari, Svarr e Sveep, che chiacchierano. Svarr se ne va subito, lasciando Sveep libero di conversare con Dumpy. Il pulcinella di mare racconta della scena che aveva visto in precedenza, e questo turba molto l'orso polare, che intima a Dumpy di allertare i Guardiani.
Nel frattempo, Bess incontra un maschio morente di civetta capogrosso che è volato nel Palazzo delle Nebbie, il che è insolito perché è completamente nascosto e difficile da raggiungere. Gli canta una canzone per alleviare il suo dolore, poi lo lascia solo come è usanza per le civette capogrosso, ma in seguito si scopre che stava solo fingendo, e che in realtà stava cercando la Brace di Hoole, che era conservata nel Palazzo delle Nebbie. Attacca il gufo e, dopo una difficile battaglia, Bess esce vittoriosa nella difesa della Brace.
Dopo aver incontrato Dumpy, Sveep decide di cercare la sua vecchia amica Gyllbane, che ora si chiama Namara. Incontra un cucciolo di lupo, Crannog, che la tormenta finché non arriva sua madre, Blair. Quest'ultima indica a Sveep la direzione della grotta dove risiede Namara. Dopo averla informata di ciò che Sveep ha scoperto, Namara emette un ululato convocando un incontro ai vulcani. Gwyndor sente gli ululati e li riconosce come ululati di avvertimento, e decide di andare al Grande Albero per avvertire i Guardiani. Nello stesso momento, anche Bess decide di dirigersi verso il Grande Albero.
Di ritorno al Grande Albero, Dumpy arriva, quasi schiantandosi contro Otulissa, Cleve e Tengshu. Con un po' di difficoltà, riesce a raccontare loro la scena a cui ha assistito. Quando viene portato dal re, scoprono che Bess e Gwyndor sono già lì. Tutti mettono insieme le loro storie, concludendo che devono portare la Brace di Hoole in un luogo nuovo e più sicuro.
Il Parlamento elabora un piano, che chiamano "gioco delle tre carte", per trasportare la Brace in una missione furtiva usando il metodo ABAQ (Apertura Bassa ad Alta Quota) appreso da Ortensia. Tre gufi, Fritha, Wensel e Ruby, devono essere inviati al Palazzo delle Nebbie, ognuno con un botkin di carboni bonk, poi ognuno prenderà direzioni diverse. Decidono anche di non rivelare quale gufo abbia la Brace, per misura di sicurezza. A causa del piumaggio riconoscibile di Ruby, tuttavia, decidono di tingerlo di un colore più scuro con una miscela di succo di bingle e borre macinate. I tre portatori di botkin sarebbero inoltre seguiti da un barbagianni dall'alto, in ascolto di chiunque li segua, con le nuvole che li oscurano alla vista. I gufi scelti per questo sono Soren, Eglantine e Fiona. Tengshu deve essere inviato nei Regni di Mezzo per parlare con gli H’ryth, nella speranza che accettino la Brace di Hoole da conservare alla Montagna del Tempo. Otulissa e Cleve dovranno recarsi nei Regni del Nord per indagare sulle voci riguardanti Nyra, la Striga e, soprattutto, le uova di hagdemon. Infine, formeranno il Corpo di Joss, un gruppo di messaggeri guidato da Martin, i cui membri sono Nut Beam, Silver, Primrose e Clover. 
Otulissa e Cleve riportano Dumpy a casa sua nelle Gole di Ghiaccio e ispezionano la grotta dove aveva visto Nyra e la Striga. Trovano una piuma blu, che Otulissa nota non essere del colore turchese di quella della Striga, ma piuttosto di un altro gufo blu. Questo implica che ci siano altri gufi blu coinvolti con i Puri. I due allocchi maculati notano poi un frammento di guscio d'uovo nero e, al suo interno, trovano una massa di carne. Ispezionandola, scoprono che si tratta di un pulcino di hagdemon mai nato. Otulissa suggerisce che la madre debba essere fuggita dalla grotta, rompendo accidentalmente l'uovo. I due ipotizzano che, poiché la Striga aveva accesso alla biblioteca del Grande Albero, possa aver studiato l'antico Palazzo della Rupe di Ghiaccio delle leggende e averlo scelto come luogo in cui allevare il resto dei giovani hagdemon per ripetere la storia. Partono per il Pugnale di Ghiaccio per avvisare un messaggero dell'unità di Joss delle loro scoperte.
Lontano, nei Regni di Mezzo, Taya, una paggia gufo blu della Corte del Drago, inizia a notare strane cose intorno al palazzo. Si reca a trovare l'Alto Sovrintendente dopo aver avuto difficoltà a superare il suo segretario, Pingong. L'Alto Sovrintendente respinge i suoi sospetti e Taya, frustrata, se ne va per indagare ulteriormente da sola, ma trova enormi mucchi di lunghe piume strappate e scopre che alcuni operai gufo blu stanno contrabbandando uova e le nascondono. Invece di tornare dall'Alto Sovrintendente, decide di andare dove sente che verrebbe effettivamente ascoltata: la Montagna del Tempo.
Sorvolando la Foresta delle Ombre, Soren e il suo equipaggio seguono i tre portatori di botkin, in ascolto di eventuali minacce. Hanno in programma di recuperare la Brace dal Palazzo delle Nebbie, per poi partire e incontrarsi alla Zanna del Lupo, una formazione rocciosa avamposto nel Mare della Vastità, a metà strada tra la terraferma e i Regni di Mezzo. Lì, attenderanno notizie da Tengshu per sapere se è il caso di portare la Brace alla Montagna del Tempo.
Nei Regni di Mezzo, gli H'ryth rifiutano di accettare la Brace, ma accettano di prepararsi per la guerra imminente, grazie alla defezione scoperta da Taya. Mentre gufi Jouzhen, gufi bardi, meta-lupi, pulcinelle di mare, corvi e orsi polari vengono reclutati, Otulissa e Cleve trovano i resti di uno scontro tra i kraal e i gufi blu, insieme a un Isa morente, che riesce a dire loro che alcune uova di hagdemon vengono trasportate fuori, ma muore prima di rivelare dove sono andate. I due allocchi maculati vengono bloccati da quattro gufi drago, ma Cleve riesce a ucciderli in un colpo solo con il Respiro di Qui e i due fuggono.
Nelle terre dei canyon, Wensel si scontra con alcune reclute delle civette delle tane, costringendo Soren a unirsi a loro, ed entrambi vengono salvati da due allocchi della Lapponia di nome Tavis e Cletus, che si rivelano essere i fratelli maggiori di Twilight, separati da lui prima che si schiudesse. Alla Zanna del Lupo, Tengshu riferisce che gli H'ryth non nasconderanno la Brace. Tornato all'albero, Coryn decide di gettarla di nuovo nei vulcani dell'Aldilà, spiegando il piano ai meta-lupi rosicchiatori, che glielo permettono.
Alla fine, le due fazioni si scontrano nell'Aldilà dell'Aldilà. I meta-lupi distruggono le uova di hagdemon prima che si schiudano. Dalla parte di Nyra ci sono i Puri e i gufi drago, e dalla parte dei Guardiani ci sono orsi polari, kraal, gufi bardi, gufi verdi, meta-lupi, corvi, pulcinelle di mare e varie serpi. Presto, Coryn rimette la Brace nei vulcani.
Soren uccide Nyra lanciandole una scheggia di ghiaccio nel cuore. Improvvisamente, proprio mentre stanno per lasciare il vulcano, la Striga strappa l'ala di Coryn. Infuriato, Soren decapita la Striga. Coryn muore dissanguato mentre la Banda gli si stringe intorno e, una volta morto, Soren diventa il nuovo re.